# Sarāb (Verwaltungsbezirk)
Sarāb (persisch شهرستان سراب, DMG Šahrestān-e Sarāb) ist ein Schahrestan in der Provinz Ost-Aserbaidschan im Iran. Er enthält die Stadt Sarāb, welche die Hauptstadt des Verwaltungsbezirks ist.

## Kreise
Der Verwaltungsbezirk gliedert sich in folgende Kreise:
- Zentral (بخش مرکزی, DMG Baḫš-e Markazī)
- Mehraban (بخش مهربان, DMG Baḫš-e Mehrabān), Hauptstadt Mehraban

## Demografie
Bei der Volkszählung 2016 betrug die Einwohnerzahl des Schahrestan 125.341. Die Alphabetisierung lag bei 81 Prozent der Bevölkerung. Knapp 47 Prozent der Bevölkerung lebten in urbanen Regionen.
| Zensusjahr | Einwohnerzahl |
| ---------- | ------------- |
| 2011       | 131.934       |
| 2016       | 125.341       |